# Comancheria
Pour plus de détails, voir Fiche technique et Distribution.
Comancheria (Hell or High Water) est un thriller américain réalisé par David Mackenzie, sorti en 2016.
Le film a été projeté au 69e Festival de Cannes dans la sélection « Un certain regard » en mai 2016. Mélangeant les genres du western, du thriller et du film de casse, il raconte l'histoire de deux frères originaires du Texas, interprétés par Ben Foster et Chris Pine, qui commettent une série de braquages pour sauver leur famille de la banqueroute. Deux Texas Rangers désabusés (Jeff Bridges et Gil Birmingham) se lancent à leurs trousses.
Le titre original fait référence à une clause (en) inscrite sur certains contrats de prêts, décrivant la nécessité pour l'emprunteur de procéder au remboursement, quelles que soient les difficultés qu'il pourrait rencontrer pour y parvenir. Le terme vient d'une expression aux États-Unis qui indique que quelque chose doit être accompli « come Hell or high water », littéralement « quand bien même l'enfer ou le déluge s’abattrait sur nous ».

## Synopsis
Après la mort de leur mère, Toby Howard et son frère Tanner, celui-ci récemment sorti de prison, doivent éviter la saisie de leur propriété familiale située au Texas, en terre autrefois comanche : un ranch sur lequel des forages pétroliers sont envisagés. Ils décident alors de commettre une série de braquages, visant uniquement les agences d’une même banque, la Texas Midlands Bank, précisément celle qu'ils doivent rembourser. Les deux frères blanchissent leur argent dans des casinos indiens (en) de l’État voisin d’Oklahoma.
Marcus Hamilton, un Texas Ranger bientôt à la retraite, se lance à leur poursuite avec son adjoint métis, Alberto Parker, d'origine mexicaine et comanche.

## Fiche technique
Sauf indication contraire, les informations mentionnées dans cette section peuvent être confirmées par la base de données cinématographiques IMDb,  présente dans la section « Liens externes ».
- Titre français : Comancheria[1]
- Titre original : Hell or High Water
- Réalisation : David Mackenzie
- Scénario : Taylor Sheridan
- Musique : Nick Cave et Warren Ellis
- Montage : Jake Roberts
- Photographie : Giles Nuttgens (en)
- Décors : Wilhelm Pfau
- Costumes : Malgosia Turzanska
- Producteurs : Peter Berg, Carla Hacken (en), Sidney Kimmel (en) et Julie Yorn (en)
  - Coproducteur : Kathryn Dean, Mark Mikutowicz et Dylan Tarason
  - Producteurs délégués : Jim Tauber, John Penotti et Braden Aftergood
- Production : Sidney Kimmel Entertainment (en), OddLot Entertainment (en), Film 44 et LBI Entertainment
- Distribution : Wild Bunch Distribution (France), CBS Films (États-Unis)
- Pays d'origine :  États-Unis
- Format : couleur — numérique — 2,35:1
- Durée : 102 minutes
- Genre : thriller, policier, film de casse
- Dates de sortie :
  -  France : 16 mai 2016 (festival de Cannes 2016 - section Un certain regard)
  -  États-Unis : 12 août 2016 (sortie limitée)
  -  Canada : 19 août 2016 (sortie limitée)
  -  France : 7 septembre 2016
  -  Belgique : 21 septembre 2016
- Classification :
  -  France : Tous publics avec avertissement (visa d'exploitation no 145099)
  -  États-Unis : R

## Distribution
- Jeff Bridges (VF : Patrick Raynal ; VQ : Guy Nadon) : Marcus Hamilton
- Chris Pine (VF : Emmanuel Garijo ; VQ : Jean-François Beaupré) : Toby Howard
- Ben Foster (VF : Jérôme Pauwels ; VQ : Louis-Philippe Dandenault) : Tanner Howard
- Gil Birmingham (VF : Gérard Sergue ; VQ : Daniel Picard) : Alberto Parker
- Christopher W. Garcia : Randy
- Marin Ireland : Debbie
- Katy Mixon : Jenny Ann
- Margaret Bowman (en) : la serveuse de T-Bone
- Kevin Rankin : Billy Rayburn
- Dale Dickey (VF : Isabelle Leprince) : Elsie
- Melanie Papalia : Emily
- Amber Midthunder : Natalie Martinez
- Heidi Sulzman (VF : Marie Donnio) : Margaret
- Buck Taylor : le vieil homme
- Taylor Sheridan : un cowboy

 Source et légende : version française (VF) sur RS Doublage,; version québécoise (VQ) sur Doublage.qc.ca.

## Production

### Genèse et développement
Le scénario est écrit par Taylor Sheridan, connu pour son personnage de David Hale dans la série Sons of Anarchy. Il a par ailleurs signé le scénario du film Sicario de Denis Villeneuve, sorti en 2015. Taylor Sheridan voit Sicario et Comancheria comme les deux premiers volets d'une sorte de trilogie sur le nouvel Ouest américain que va compléter Wind River qu'il réalise lui-même en 2016.
Le film a mis du temps à être développé. Le scénario est ainsi classé comme le meilleur script sur la « Black List » 2012, recensant les meilleurs scénarios en attente de production. Les droits sont ensuite acquis par Sidney Kimmel Entertainment et Film 44, la société de Peter Berg. Les producteurs décident ensuite de confier la mise en scène au Britannique David Mackenzie après avoir vu son film Les Poings contre les murs (Starred Up, 2014). Le réalisateur explique ce qu'il a apprécié : « ce qui m'a intéressé dans ce projet, c'est qu'il met en scène ce que j'appelle la “criminalité rédemptrice”, autrement dit, il s'attache à des personnages honnêtes qui transgressent la loi pour des raisons légitimes. C'est aussi un croisement très rare entre le western, la comédie, le film de braquage et le road-movie. »
Le film est d'abord développé sous le titre Comancheria, mot désignant la région habitée par les Comanches avant 1860. Elle englobe aujourd'hui l'État du Nouveau-Mexique, l'ouest du Texas et quelques autres territoires. C'est une région où se croisent des Indiens, des Latinos et des Texans et où règnent la pauvreté et une criminalité liée à la drogue. Lors du Cinemacon 2016 à Las Vegas, une affiche du film révèle que le titre original est désormais Hell or High Water. Le titre de production est cependant conservé pour la sortie française.

### Tournage
Le tournage a eu lieu au Nouveau-Mexique (Clovis, Portales, Tucumcari, Albuquerque).
Le réalisateur David Mackenzie et son directeur de la photographie Giles Nuttgens ont privilégié une mise en scène minimaliste, mettant en valeur les comédiens et la lumière naturelle du Nouveau Mexique. Des caméras numériques de haute précision ont été utilisées ainsi que le format CinemaScope, pour un style visuel contemporain. Par ailleurs, David Mackenzie a voulu réduire au maximum le matériel de tournage. Par exemple, aucun clap n'a été utilisé.[réf. nécessaire]
Le film est dédié à David John Mackenzie (1929-2015) et Ursula Sybil Mackenzie (1940-2015), les parents du réalisateur David Mackenzie qui sont tous les deux morts pendant qu'il faisait ce film.

## Accueil
Le film a reçu un très bon accueil critique. Le Chicago Sun-Times écrit que « dans les grandes comme les petites lignes, Hell or High Water est un film tellement magnifique, dur, élégiaque et intelligent que j'ai eu envie de le revoir au moment où il s'est terminé. » The Guardian qualifie le film de cynique, ajoutant que c'est un « film de casse à l'esprit satirique qui rappelle le dicton de Bertolt Brecht sur le fait que voler une banque est une perte de temps si l'on compare cela au fait d'en être propriétaire. »
Les banques, et les investisseurs du New York Stock Exchange en général, sont d'ailleurs les ennemis invisibles de ce « post-western anti-finance », d'après Slate.fr : « les banques sont en train de faire aux occupants blancs de ces [villes désertifiées] ce que les ancêtres de ces mêmes occupants ont fait 200 ans plus tôt aux Amérindiens. » Le Monde complète en saluant la réalisation : « Comancheria, réalisé par un Écossais, David Mackenzie, habite cet espace où les pionniers du Texas indépendant livrèrent une guerre sans merci aux Comanches, où les cow-boys poussèrent des hordes de bovins après avoir exterminé les bisons, où les derricks ont éclos à travers les pâtures, où les cartels mexicains ont tracé les routes commerciales qui ont fait leur fortune. [...] Le terreau est fertile, et le film de Mackenzie s’y épanouit, énergique, violent, sentimental, spectaculaire… »
Beaucoup de critiques s'accordent également sur la qualité du scénario de Taylor Sheridan, de la photographie de Giles Nuttgens et des interprétations des acteurs, ainsi que de la bande originale composée par Nick Cave et Warren Ellis,,.
The New Yorker regrette cependant que « l'action soit aussi schématique et artificielle qu'un jeu d'échecs, et les personnages ont autant d'identité que ses pièces. »

## Box-office
Commancheria rencontre un succès commercial modeste, rapportant 37 879 877 $ de recettes mondiales, dont 27 007 844 $ aux États-Unis, pour un budget estimé à 12 000 000 $. Ce résultat a permis au film d'être le film indépendant le plus rentable de 2016. En France, le film totalise 249 914 entrées.

## Distinctions

### Récompenses
- National Board of Review Awards 2016 : Meilleur acteur dans un second rôle pour Jeff Bridges

### Nominations
- Festival de Cannes 2016 : En compétition pour le Prix Un certain regard
- Oscars 2017
  - Meilleur film
  - Meilleur acteur dans un second rôle pour Jeff Bridges
  - Meilleur scénario original
  - Meilleur montage